# Guo Feixiong

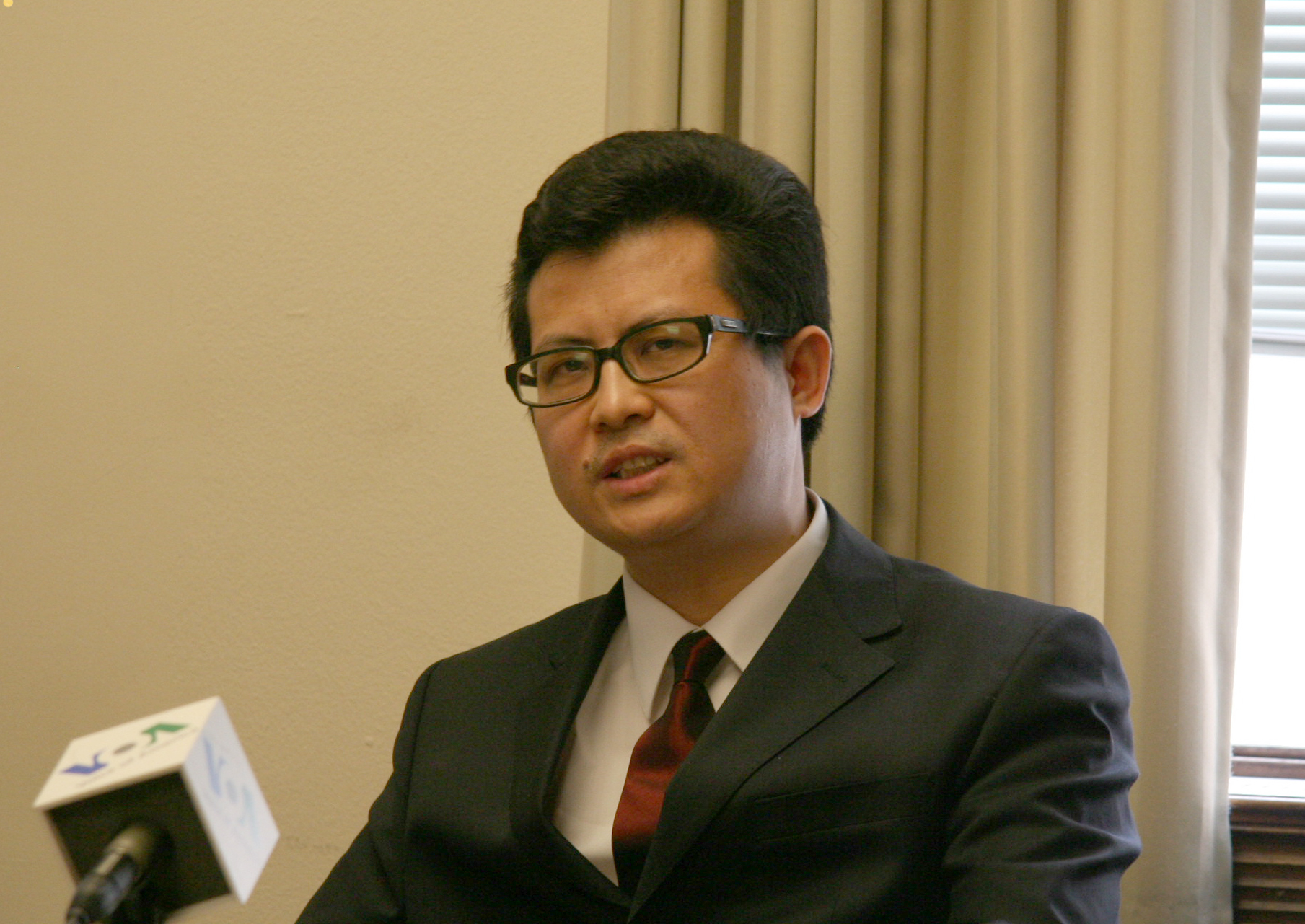
Guo Feixiong

Guo Feixiong (Chinesisch: 郭飞雄, geboren am 2. August 1966) ist das Pseudonym von Yang Maodong (杨茂东), einem chinesischen Menschenrechtsanwalt und Schriftsteller aus der Provinz Guangdong, der oft mit der Weiquan-Bewegung in Verbindung gebracht wird. Guo ist bekannt als ein regimekritischer Schriftsteller und Barfußanwalt, der an mehreren umstrittenen Themen arbeitete, um die Rechte von Randgruppen zu verteidigen. Vor seiner Gefängnisstrafe im Jahr 2006 arbeitete Guo als Rechtsberater in der Anwaltskanzlei Shengzhi in Schanghai.

## Verhaftungen
In den Jahren 2005 und 2006 berichteten Menschenrechtsgruppen, dass Guo wegen seines Einsatzes zur Wahrung der Menschenrechte, darunter auch seine Unterstützung bei der Pattsituation im Dorf Taishi, in Haft genommen und mehrfach geschlagen worden sei. Der Angriff auf Guo Feixiong war Berichten zufolge einer der Katalysatoren hinter einem landesweiten Hungerstreik, der von Guos Freund und Mitarbeiter Gao Zhisheng organisiert worden war.
Guo wurde am 30. September 2006 verhaftet und mit der Begründung „illegaler Geschäftstätigkeit“ angeklagt. Diese Verhaftung stand in Verbindung mit der Veröffentlichung seines Buches über einen politischen Skandal in der Provinz Liaoning und dem „politischen Erdbeben in Shenyang“. Nachdem er 17 Monate lang in Untersuchungshaft eingesperrt war, wurde er am 14. November 2007 zu einer Freiheitsstrafe von fünf Jahren verurteilt und im Gefängnis von Meizhou eingesperrt. Der gesamte Prozess wurde als „Verhandlung mit gravierenden prozessualen Regelwidrigkeiten“ bezeichnet. Zusätzlich zu seiner Haftstrafe musste Guo eine Geldstrafe von 40.000 Yuan (ca. 5450 Euro) zahlen. Familienangehörige berichteten, dass Guo in Haft unter anderem mit Elektroschockern gefoltert und ihm der Schlaf entzogen werde.
Guo wurde am 13. September 2011 freigelassen. Er erklärte, dass er sich der Sache der Menschenrechtsverteidigung weiterhin verpflichtet fühle.
Im Januar 2013 beteiligte sich Guo an einer Demonstration gegen Medienzensur. Auslöser des Protestes war die Beanstandung eines Leitartikels der Wochenzeitung Southern Weekly, der „stärkere bürgerliche und politische Rechte sowie die Einhaltung der Verfassung“ forderte. Die Kommunistische Partei hatte dies beanstandet und durch einen anderen Beitrag ersetzt. Am 8. August 2013 wurde Guo unter dem Verdacht „eine Menschenmenge versammelt zu haben, um die öffentliche Ordnung zu stören“ verhaftet. Am 10. Dezember 2013 empfahl die Bezirksstelle Tianhe, des kommunalen öffentlichen Sicherheitsamtes in Guangzhou, dass Guo zusammen mit Sun Desheng, einem weiteren Aktivisten, für das Verbrechen „eine Menschenmenge versammelt zu haben, um die Ordnung in einem öffentlichen Ort zu stören“, angeklagt werden solle. Am 29. Oktober 2013 hielt der US-Unterausschuss für auswärtige Angelegenheiten des Repräsentantenhauses eine Anhörung zu den Umständen ab, die die Haft von Guo Feixiong in China betrafen.
Am 27. November 2015 wurde Guo Feixiong für schuldig befunden, „eine Menschenmenge versammelt zu haben, um die öffentliche Ordnung zu stören“ und „Streit angefangen und Ärger provoziert zu haben“, und zu einer sechsjährigen Freiheitsstrafe verurteilt.
Am 28. April 2016 rief Amnesty International für Guo zur Urgent Action auf, das seine Gesundheit schwer angeschlagen war. Amnesty berichtete, dass Guo in Haft „stark an Gewicht verloren“ und er „sich nur schwer aufrecht halten“ könne. Guo soll „am 19. April sehr viel Blut verloren“ haben. Eine ärztliche Untersuchung und angemessene medizinische Versorgung wurden ihm verweigert.

## Auszeichnungen
Am 11. September 2015 wurde Guo für seine Menschenrechtsarbeit mit dem Front Line Defenders Award for Human Rights Defenders at Risk ausgezeichnet. Der irische Schriftsteller und Bühnenautor Sebastian Barry übergab der Preis in Guos Abwesenheit seiner Frau Zhang Qing. Barry äußerte bei der Preisverleihung: „Guo Feixiong verteidigte Bauern, die enteignet wurden; Falun-Gong-Praktizierende, die wegen ihres Glaubens verfolgt werden; und Journalisten, die den Mut hatten, ihre Meinung zu äußern. Er ist ein Symbol für das Durchhaltevermögen des menschlichen Geistes, für den Willen zu Überleben und das menschliche Bedürfnis nach freien Gedanken, die das Leben lebenswert machen.“ Zwei Monate später wurde Guo Feixiong zu sechs Jahren Haft verurteilt.